# Трисилан
Трисилан — бинарное неорганическое соединение
кремния и водорода с формулой Si3H8.

## Получение
- Реакция октахлорида трикремния и тетрагидроалюмината лития:

{\displaystyle {\mathsf {Si_{3}Cl_{8}+2LiAlH_{4}\ {\xrightarrow {0^{o}C}}\ Si_{3}H_{8}\uparrow +2LiCl+2AlCl_{3}}}}
- Пиролиз как высших силанов, так и дисилана при нагревании при пониженном давлении.

## Физические свойства
Трисилан является бесцветной жидкостью, которая
самовоспламеняется на воздухе, 
реагирует с водой.